# 內特河 (哈瑟河支流)
52°17′38″N 8°01′27″E / 52.29386444231416°N 8.02428424358368°E

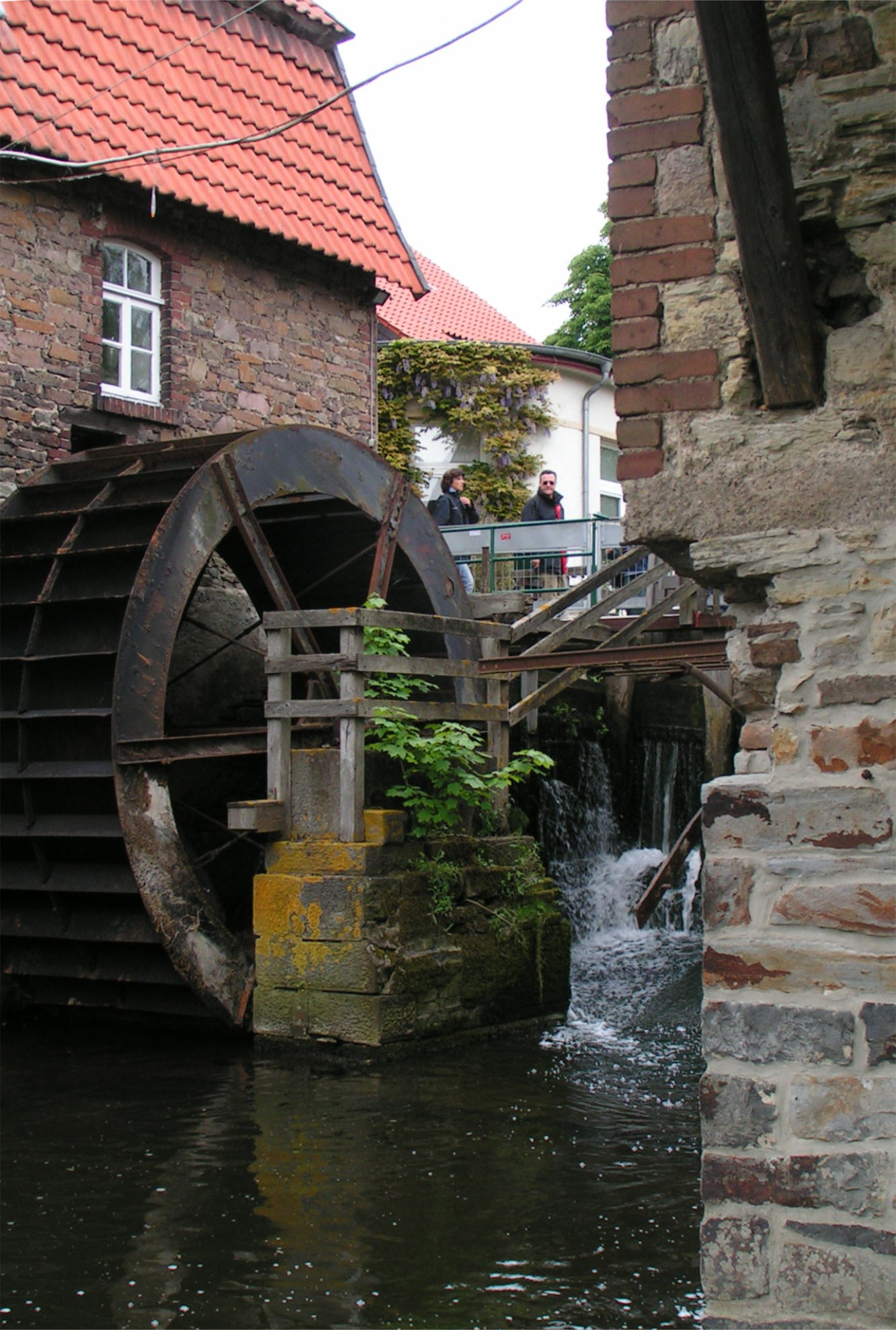
內特河（哈瑟河支流）

內特河（德語：Nette），是德國的河流，位於該國西北部，由下薩克森州負責管轄，屬於哈瑟河的支流，河道全長19.5公里，河口處在奧斯納布魯克西北面。